# Schloss Ctěnice

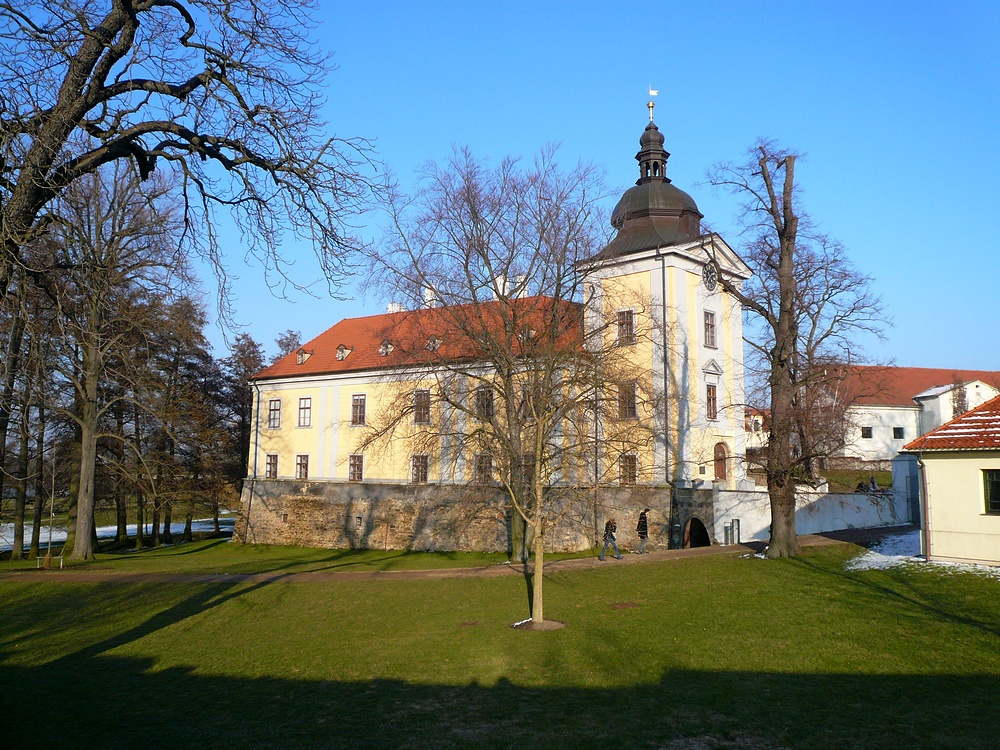
Schloss Ctěnice

Das Schloss Ctěnice (deutsch Ctienitz, auch Stenitz) befindet sich am nördlichen Stadtrand der tschechischen Hauptstadt Prag und beherbergt ein Museum.

## Geographie
Das Schloss liegt 13 Kilometer nordöstlich des Prager Stadtzentrums in der zum Stadtteil Vinoř gehörigen gleichnamigen Ansiedlung Ctěnice. Es wird von einem Schlosspark umgeben.

## Geschichte
Die Feste Ctěnice ist seit 1372 schriftlich nachweisbar. Um 1550 wurde sie unter Nikolaus Herzan von Harras zu einem Renaissanceschloss umgestaltet. Nach dessen Tode erwarb es 1572 Petr Myšek von Žlunice. Von seinen Nachkommen erwarb 1601 Katharina Smiřická von Hasenburg das Schloss. Sie verstarb 1604 und ihr Erbe war Johann Zbinco von Hasenburg. Er verkaufte die Herrschaft an Wenzel Boryn von Lhota. Dessen Sohn Jan tauschte sein Erbteil 1626 bei Adam von Waldstein gegen den Ort Budeničky (okres Kladno) ein. Der Erbe Maximilian von Waldstein verkaufte Ctěnice 1652 an Jan Anton Losy von Losinthal, der vier Jahre später noch Sluhy hinzu erwarb. Ernestine, die Witwe von Adam Philipp Losy von Losinthal verkaufte nach dem Aussterben des Geschlechts in der männlichen Linie am 12. Mai 1781 den gesamten Familienbesitz an Joseph-Niklas zu Windisch-Graetz. Windisch-Graetz ließ das Schloss im klassizistischen Stil umbauen. Nach seinem Tode wurde die Herrschaft 1803 an Anton Baron von Hochberg verkauft. Er erweiterte die Herrschaft im darauffolgenden Jahr um das Gut Goldberg. 1808 kaufte Johann Anton Hartmann von Klarstein die Liegenschaften; 1820 folgten Franz Anton Graf Desfours und ab 1831 dessen Töchter Josefine von Schwarzenberg und Gabriele von Dietrichstein als Eigentümer.
1849 erwarb der Wiener Industrielle Alexander von Schoeller Ctěnice aus dem Nachlass von Aloisia Gräfin Desfours und kaufte auch die Güter Čakovice und Miškovice hinzu. Die Familie Schoeller besaß das Schloss knapp hundert Jahre und wurde am 24. November 1945 durch Dekret des Präsidenten Beneš enteignet.
Nach dem Zweiten Weltkrieg verfiel das Schloss. Im Zuge der Gemeindegebietsreform von 1950 wurden Schloss und Ortschaft Ctěnice, die seit 1850 zur Gemeinde Přezletice gehörten, nach Vinoř umgemeindet. Seit der Eingemeindung von Vinoř im Jahre 1974 liegt das Schloss Ctěnice im Stadtgebiet von Prag. Als nach der Samtenen Revolution die Nutzung des Schlosses durch das Staatsgut Prag endete, drohte der Abriss des Bauwerkes. 1995 erwarb der Prager Informationsdienst (PISka) das ruinöse Schloss und sanierte es.
Seit Juni 2000 befindet sich in einem der Wirtschaftsgebäude ein Kutschenmuseum, in dem verschiedene Prager Museen ihre entsprechenden Exponate präsentieren. Die Ausstellung informiert umfassend über Geschichte und Typen des Fuhrwerks.
Seit Juni 2004 kann man sich im Parterre des Schlosses über Geschichte und Rekonstruktion des Bauwerkes informieren. Ein Jahr später kam die Ausstellung „Unter dem Kaiser… – Habsburger in den Böhmischen Ländern, 1791 - 1914“ hinzu.
2009 eröffnete in einem Nebengebäude ein Wellness-Hotel. Außerdem ist auf dem Schlossareal ein Reitstall beheimatet.